# Gianni Mastinu
Gianni Mastinu (Bosa, 1956) è un cantautore italiano.

## Biografia
Dopo essersi trasferito in giovane età a Roma dalla natìa Sardegna, ha studiato psicologia nella Capitale, dove ha trascorso gli anni della gioventù studiando chitarra ed esibendosi in locali alternativi come il Folkstudio. In quel locale è stato notato dal giornalista e produttore musicale Riccardo Rinetti e dal musicista Andrea Carpi che lo hanno fatto scritturare dalla Fonit Cetra. In quegli anni, tra la fine degli anni settanta e primi ottanta, lo accompagnavano Guido Bulla, chitarrista acustico (soprattutto 12 corde) ed elettrico, leader del gruppo Beat I Kaimani, e Massimo de Majo, allievo del batterista Jazz "Boogaloo" Smith, alle percussioni.
Dopo l'incisione dell'album Città di mare, del 1981, contenente il singolo omonimo, con cui è stato ospite al Premio Tenco, si sono perse le sue tracce fino al 1990 quando ha inciso - come vincitore del concorso Musicultura-Premio Città di Recanati - il brano "Nera", grazie alla collaborazione del musicista Carlo Matteucci.
Nel 1997 scrive e pubblica Domos de sidiu, un lavoro interamente cantato in lingua sarda nella variante addolcita del Logudorese di Planargia.

## Discografia
- 1981 - Città di mare
- 1997 - Domos de sidiu